# Walter Owen Bentley

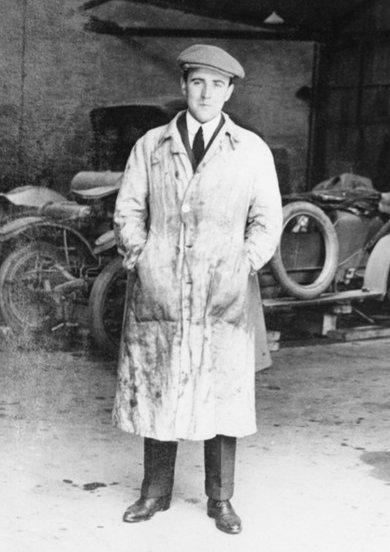
Walter Owen Bentley 1921

Walter Owen Bentley, MBE, (* 16. September 1888 in London; † 3. August 1971) war ein britischer Rennfahrer und Unternehmer. Er war der Gründer der Automarke Bentley.

## Leben
Walter Owen Bentley war gelernter Maschinenbauer und Automobilkonstrukteur. Er absolvierte seine Ausbildung u. a. bei der Great Northern Railway (Maschinenbauer). Seine erste Station als Unternehmer war Bentley & Bentley, ein auf Import und Handel von DFP-Automobilen spezialisiertes Unternehmen, das er 1912 mit seinem Bruder Henry Bentley gründete. Diese Fahrzeuge wurde von ihm modifiziert, indem er aus Aluminium gefertigte Kolben einbaute. Aufgrund des dadurch verbesserten Wärmetransports innerhalb des Motors und der verringerten oszillierenden Massen, konnten die Motoren mit höherer Verdichtung und höherer Drehzahl betrieben werden und erzielten eine höhere Leistung und Laufkultur. Die derart modifizierten Fahrzeuge erwiesen sich als sehr erfolgreich und erzielten 1913 und 1914 in Brooklands mehrere Rekorde.
Bei Ausbruch des Ersten Weltkriegs erkannte Bentley, dass es im Interesse des Landes sei, wenn seine Erfolge mit den Aluminium-Kolben dem Militär zugute kämen. Während Rolls-Royce mit ihrem ersten Flugmotor Eagle und Sunbeam gute Erfahrungen machten, kam von Gwynnes Engineering Company Widerstand. Die Firma stellte die französischen Clerget-Umlaufmotoren in Lizenz her, die in mehreren alliierten Flugzeugen verwendet wurden, war an Bentleys Vorschlägen aber nicht interessiert. Daraufhin wurde Bentley von der Navy ein Team zugewiesen, mit dem er bei Humber in Coventry seine eigenen Motoren entwickeln konnte. Als Ergebnis konnte der BR.1 (Bentley Rotary 1) im Jahr 1916 erstmals in Betrieb genommen werden, gefolgt vom BR.2 im Frühjahr von 1918.
In Anerkennung dieser Verdienste wurde Bentley der MBE verliehen. Die Royal Commission on Awards to Inventors erkannte ihm – trotz der erfolglosen Anfechtung durch die Lizenznehmer der Clerget-Motoren – eine Prämie von 8000 Pfund Sterling zu.
Nach seinem Dienst als Pilot bei der Royal Air Force während des Ersten Weltkrieges wurde Walter Owen Bentley mit einem Kredit des Royal Naval Air Service unterstützt, um mit der Produktion eigener Automobile, insbesondere Sportwagen, zu beginnen. Bei der Automobilausstellung in London konnte er 1919 sein erstes Fahrzeug präsentieren, und das Unternehmen Bentley Motors Ltd. war gegründet. 1921 folgte unter dem Namen Experimental-Engine No.1 das erste Serienfahrzeug. Bentley selbst war ein begeisterter Rennfahrer und nahm mit seinen eigenen Konstruktionen erfolgreich an zahlreichen Rennen teil. Wegen sehr hoher Konstruktionskosten, der Kosten für die Rennteilnahmen und schlechter Absatzzahlen im Zuge der Weltwirtschaftskrise war das Unternehmen trotz sportlicher Erfolge in finanziell schwieriger Lage. Nachdem sich Investoren der Bentley Motors Ltd. zurückzogen, musste Konkurs angemeldet werden. 1931 erwarb der Konkurrent Rolls-Royce das Unternehmen inklusive aller Rechte und der Produktionswerke. Walter Owen Bentley konnte den Verlust seines Lebenswerkes an einen Konkurrenten nie verkraften, musste aber wegen einer Vereinbarung aus den Kaufverträgen bis 1935 für das Unternehmen Rolls-Royce arbeiten. Nach seinem Weggang folgten noch Stationen bei den Herstellern Lagonda und Aston Martin. Seine letzte Anstellung vor dem Eintritt ins Rentenalter war als Konstrukteur bei dem Autobauer Armstrong Siddeley.
Walter Owen Bentley, der W. O. Bentley oder kurz nur W.O. genannt wurde, war dreimal verheiratet. 1995 wurde er in die Automotive Hall of Fame aufgenommen.